# Brzozówko
Brzozówko [bʐɔˈzufkɔ] (tiếng Đức: Birkenhöhe) là một ngôi làng thuộc khu hành chính của Gmina Budry, thuộc hạt Węgorzewo, Warmińsko-Mazurskie, ở phía bắc Ba Lan, gần biên giới với tỉnh Kaliningrad của Nga. Nó nằm khoảng 2 kilômét (1 mi) phía nam Budry, 9 km (6 mi) về phía đông của Węgorzewo và 104 km (65 mi) về phía đông bắc của thủ đô khu vực Olsztyn.